# Orphella dalhousiensis
Orphella dalhousiensis är en svampart som beskrevs av Strongman & M.M. White 2006. Orphella dalhousiensis ingår i släktet Orphella och familjen Legeriomycetaceae.   Inga underarter finns listade i Catalogue of Life.